# Jeffrey Skilling
Jeffrey Keith "Jeff" Skilling (Pittsburgh, Pensilvania, 25 de noviembre de 1953) es un expresidente de Enron Corporation, empresa que se quebró por bancarrota en 2001.
En el año 2006, fue hallado culpable de múltiples delitos de fraude, relacionados con el colapso financiero de Enron, por los cuales está cumpliendo una condena de 24 años y 4 meses en el Correccional de Englewood, Colorado.
En el año 2009, un tribunal de apelación sentencio que a Skilling se le habían aplicado en su perjuicio de forma incorrecta las directrices de la sentencia. En el año 2013, sobre la base de esa sentencia anterior, el juez de distrito de Houston Sim Lake III aprobó los términos del acuerdo entre los fiscales y Skilling, de forma que su pena quedaba reducida en 10 años y pasaba de los 24 a los 14, con lo que podría abandonar el centro penitenciario en el 2017.
A cambio de esta reducción de la pena, Skilling se comprometió a aportar 45 millones de dólares de su patrimonio personal para indemnizar a las víctimas de la ruina de Enron, además de renunciar a seguir apelando su caso en busca de repetir el juicio o de conseguir otra reducción de la condena.